# استان ورقله
| استان ورقله       | استان ورقله          |
| ----------------- | -------------------- |
|                   |                      |
| DZ-30 (2019).svg  |                      |
| کشور              | الجزایر              |
| مساحت             | ۲۱۱٬۹۸۰ کیلومتر مربع |
| جمعیت             |                      |
| جمعیت             | ۵۵۲٬۵۳۹              |
| تراکم جمعیت       | ۲٫۶/کیلومتر مربع     |
| شمارگان           |                      |
| شمارهٔ استان       | ۳۰                   |
| پیش‌شمارهٔ تلفنی    | ۰۳۲                  |
| تعداد فرمانداری‌ها | ۱۰                   |
| تعداد شهرستان‌ها   | ۲۱                   |
| کد پستی           |                      |

ورقله نام استان سی‌ام از استان‌های کشور الجزایر است.